# Schloss Hörmannsberg

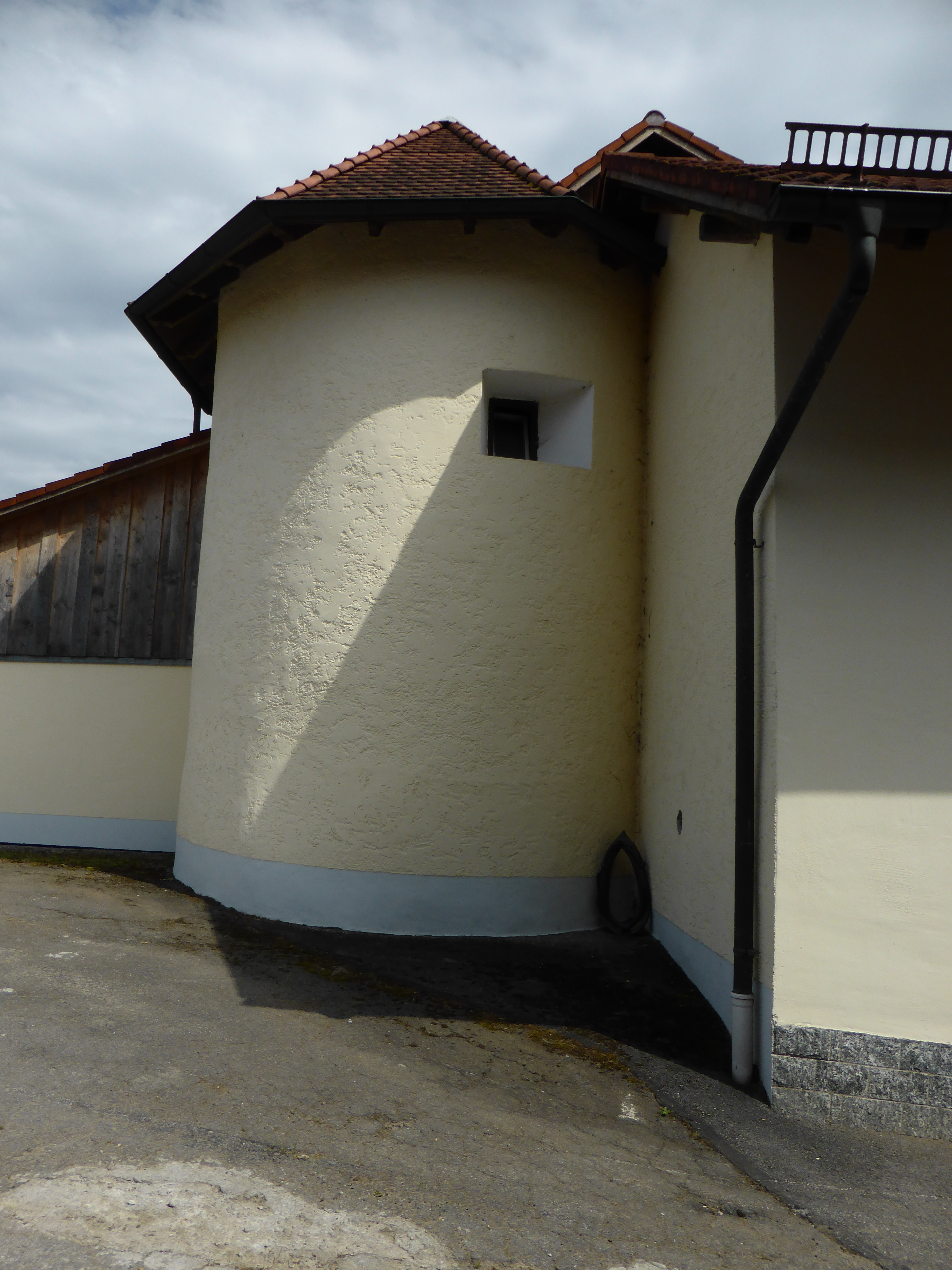
Schloss Hörmannsberg (2022)

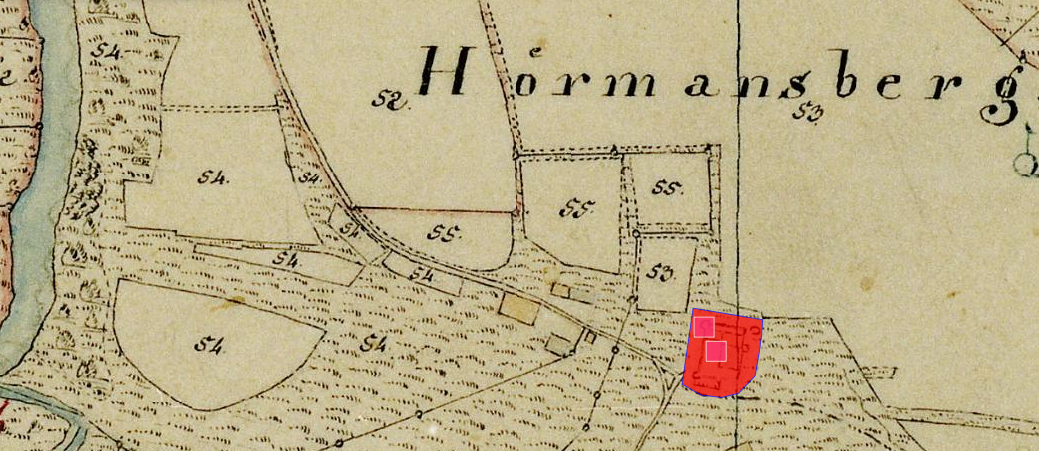
Schloss Hörmannsberg auf dem Urkataster von Bayern

Das Schloss Hörmannsberg ist ein ehemaliges Schloss in Hörmannsberg, einem Gemeindeteil des Marktes Tiefenbach im niederbayerischen Landkreis Passau. Die Anlage ist unter der Aktennummer D-2-75-151-17 als denkmalgeschütztes Baudenkmal von Hörmannsberg verzeichnet. Die Anlage wird ferner als Bodendenkmal unter der Aktennummer D-2-7346-0069 mit der Beschreibung „untertägige spätmittelalterliche und frühneuzeitliche Befunde und Funde im Bereich des ehem. Hofmarkschlosses Hörmannsberg und seiner Vorgängerbauten“ geführt.

## Geschichte
Schloss Hörmannsberg war Sitz einer Hofmark der Freiherren Schätzl zu Hörmannsberg, Thyrnau und Watzmannsdorf. Die Hofmark lag im Gebiet des Hochstifts Passau. Der baulich vorhandene Rest, ein zweigeschossiger Rundling mit Pyramidendach ist bezeichnet mit „1554“. Das ehemalige Schloss wird als Bauernhof genutzt.

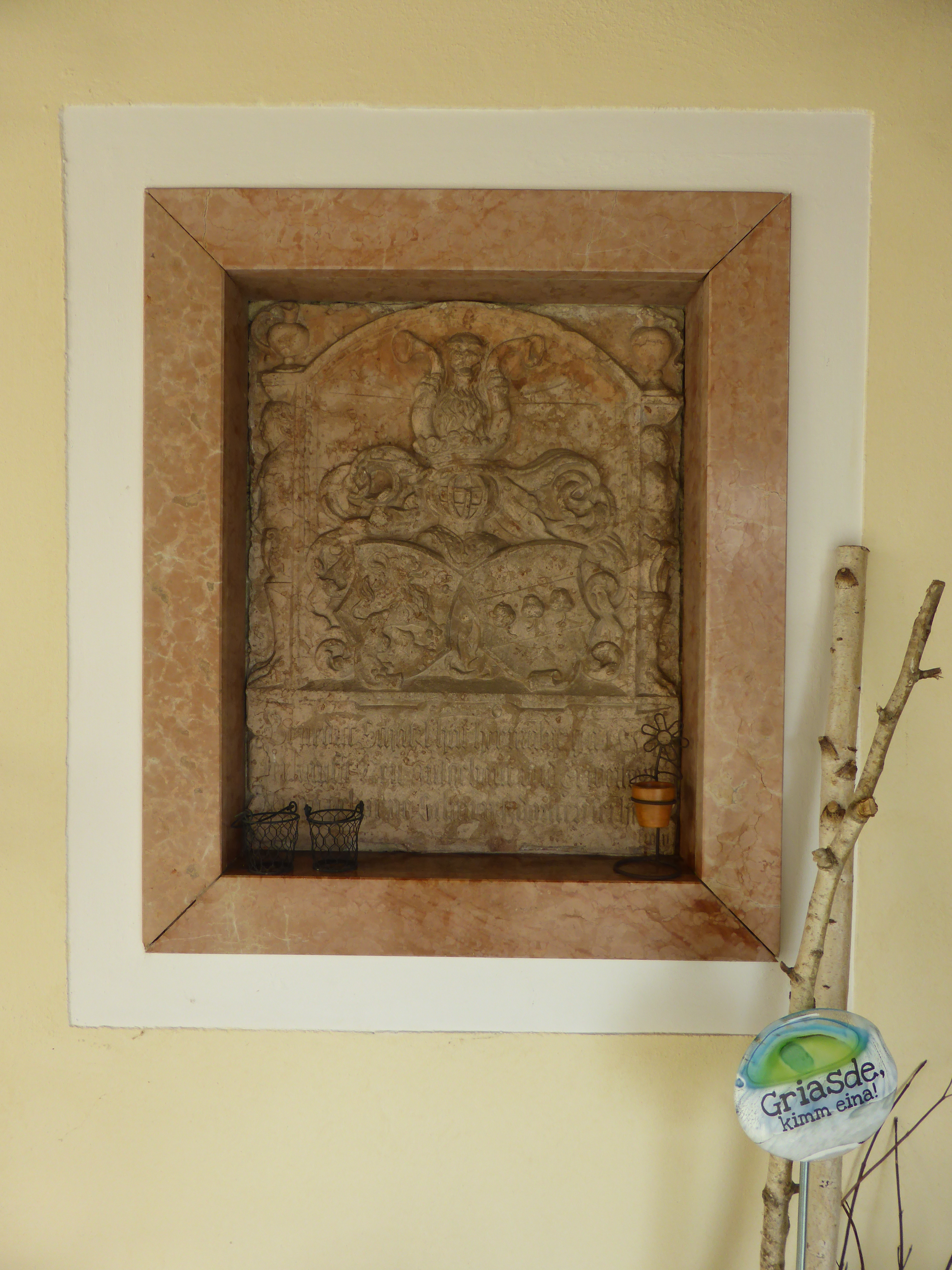
Wappentafel von Schloss Hörmannsberg (1554)

## Baubeschreibung
Das Schloss liegt ca. 400 m östlich der Gaißa. Die Reste des Schlosses stehen unter Denkmalschutz (Akten-Nummer D-2-75-151-17). Die Beschreibung des Bayerischen Landesamts für Denkmalpflege lautet:

„Schlosstafel des ehemaligen Hofmarksschlosses
Zweigeschossiger Rundling mit Pyramidendach, bezeichnet mit „1554“;
Wappentafel mit Bauinschrift, Rotmarmor, bezeichnet mit „1554“.“